# Alberto Rodríguez Oliver
Pour les articles homonymes, voir Alberto Rodríguez et Rodríguez.
Rodríguez  Oliver est un nom espagnol. Le premier nom de famille, en général paternel, est Rodríguez ; le second, en général maternel, souvent omis, est Oliver.
Alberto Rodríguez Oliver (né le 26 août 1982 à Parets del Vallès) est un coureur cycliste espagnol. Petit frère de Joaquim Rodríguez, il évolue au niveau professionnel entre 2005 et 2008. Son meilleur résultat est une deuxième place à la Classique d'Ordizia en 2006,.

## Palmarès
- 1998
  - 2e du championnat d'Espagne sur route cadets
- 2001
  - Mémorial Sabin Foruria
  - 3e du Premio Primavera
- 2006
  - 2e de la Classique d'Ordizia